# Nový Island
Nový Island (anglicky New Iceland, islandsky Nýja Ísland) je neformální označení oblasti okolo Winnipežského jezera v kanadské provincii Manitoba, kde žije početná komunita islandských přistěhovalců. Střediskem je městečko Gimli.
V sedmdesátých letech 19. století se vystěhovalo z Islandu okolo dvaceti tisíc lidí (asi čtvrtina obyvatel země). Příčinou byla jak náboženská nesvoboda v zemi (emigraci islandských mormonů popsal Halldór Laxness v románu Znovunalezený ráj), tak i velká neúroda způsobená nepřízní počasí a erupcí sopky Askja. Většina z nich se usadila na atlantském pobřeží Kanady, v roce 1875 jim generální guvernér Kanady Frederick Hamilton-Temple-Blackwood poskytl vlastní rezervaci o rozloze 110 km² v Manitobě, kde chyběli evropští kolonisté. V oblasti okolo Icelander River vybudovali Islanďané osady, založili školy a samosprávné úřady, věnovali se pastevectví a rybolovu, bojovali s drsným klimatem i epidemiemi. Za otce Nového Islandu je označován Sigtryggur Jonasson, který byl od roku 1896 poslancem manitobského parlamentu.  
Podle sčítání lidu z roku 2001 se k islandské národnosti hlásí 26 480 obyvatel Manitoby. Ve Winnipegu vychází v islandštině týdeník Lögberg-Heimskringla, Manitobská univerzita má vlastní katedru islandistiky. V oblasti je silné luteránství, udržují se i islandské zvyky, každoročně se v Gimli koná festival islandské kultury. Islanďané z klubu Winnipeg Falcons získali pro Kanadu zlaté medaile v ledním hokeji na olympijských hrách 1920.